# Physeteroidea
Physeteroidea (кашалотуваті) — надродина ссавців парворяду зубатих китів інфраряду китоподібних (Cetacea). 
Physeter macrocephalus є найбільшим видом зубатих китів. Дорослі самці виростають довжиною понад 18 м, і вагою до 53 т. Когії значно менші, довжиною до 4 метрів й вагою до 320 кг. Нижня щелепа завжди відносно невелика і тонка порівняно з верхньою щелепою. Носові кістки цих китів виразно асиметричні. Всі види мають велику кількість подібних і відносно простих зубів. Ехолокація, мабуть, значно важливіше для цих тварин, ніж зір. Всі три види занурюються на велику глибину, щоб знайти їжу. Члени обох родин їдять кальмари, рибу і навіть акул. Вагітність триває від 9 до 15 місяців залежно від виду. Єдине дитинча годується молоком не менше двох років. Всі види збираються в зграї, що складаються переважно з самиць, дітей та підлітків.

## Систематика
Надродина містить лише три сучасні види:
- Physeteridae
  - Physeter
    - Physeter macrocephalus
- Kogiidae
  - Kogia
    - Kogia breviceps
    - Kogia sima

Розширена класифікація
- Physeteroidea
  - стем-група [3]
    - Diaphorocetus †
    - Acrophyseter †
    - Albicetus †
    - Zygophyseter †
    - Brygmophyseter (= Naganocetus) †
    - Rhaphicetus [4]
    - Aulophyseter †
    - Eudelphis †
    - Orycterocetus †
    - Livyatan†[5]

  - родина Physeteridae
    - Physeter
      - Physeter macrocephalus

    - Ferecetotherium †
    - Helvicetus †
    - Idiophyseter †
    - Idiorophus †
    - Orycterocetus †
    - Physeterula †
    - Placoziphius †
    - Preaulophyseter †
    - Scaldicetus †

  - родина Kogiidae
    -  Kogia 
      - Kogia breviceps
      - Kogia sima
      - Kogia pusilla †

    - Aprixokogia †
    - Kogiopsis †
    - Praekogia †
    - Scaphokogia †
    - Thalassocetus †

Nomina dubia
- Eucetus †
- Graphiodon †
- Homocetus †
- Hoplocetus †
- Orcopsis †
- Palaeodelphis †
- Paleophoca †
- Physetodon †
- Physodon †
- Physotherium †
- Priscophyseter †
- Prophyseter †
- Scaptodon †
- Ziphoides †

## Галерея

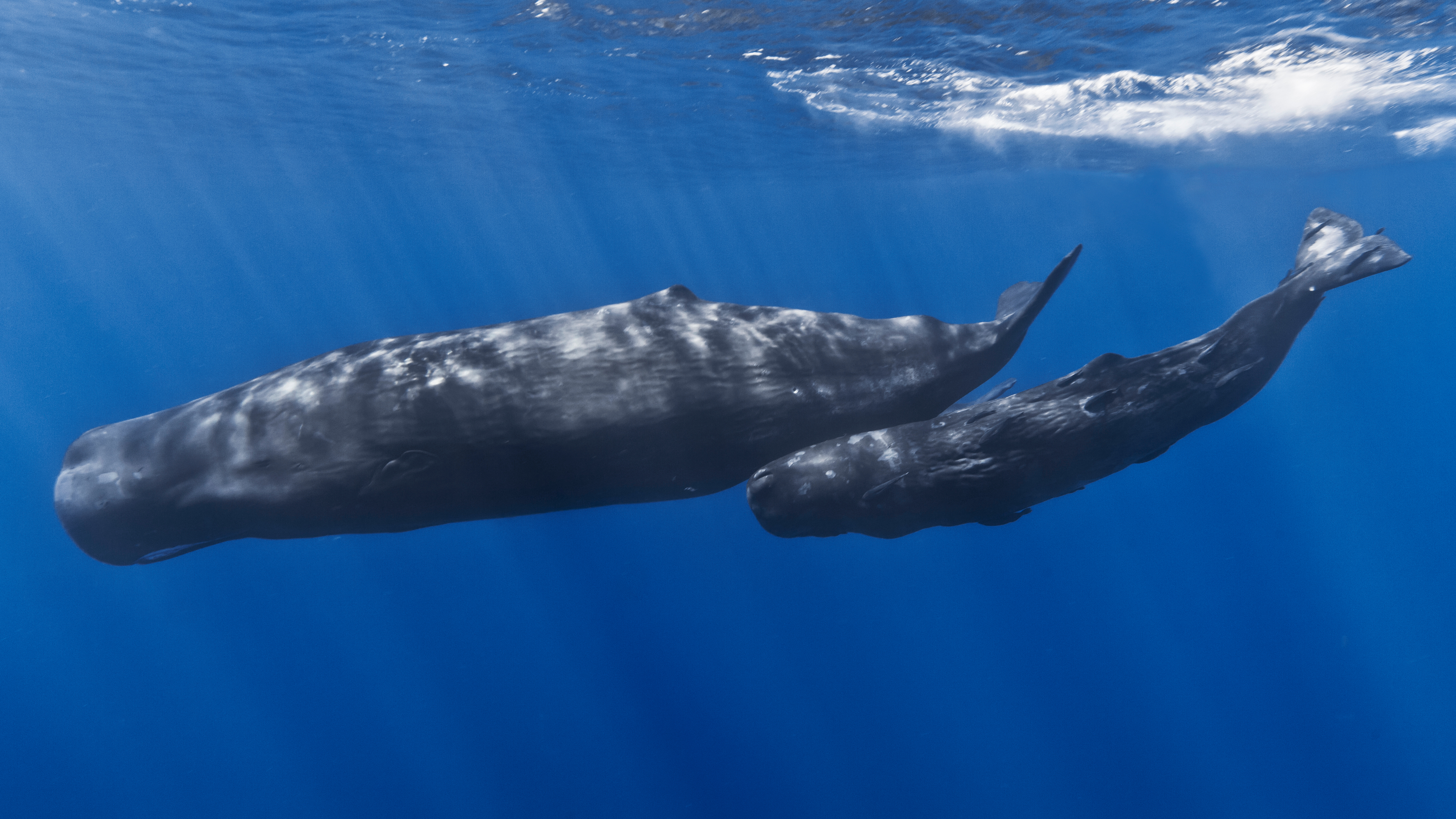
Physeter macrocephalus — типовий вид кашалотових
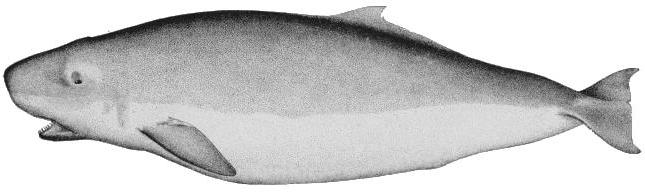
Kogia breviceps — типовий вид когієвих